# Stedelijk Gymnasium Middelburg
Het Stedelijk Gymnasium Middelburg is voortgekomen uit de Latijnse School in Middelburg. In 1972  is het gymnasium opgegaan in de Stedelijke Scholengemeenschap Middelburg.

## Historie
Het Stedelijk Gymnasium Middelburg is ontstaan uit de Latijnse School in Middelburg, waarvan in 1365 voor het eerst melding wordt gemaakt in de stedelijke administratie. De Wet op het Hoger Onderwijs van 1876 luidt het einde in van de Latijnse school. In zijn vergadering van 5 februari 1879 stemt de Middelburgse gemeenteraad in met een reorganisatieplan in overeenstemming met de nieuwe wet.  Sindsdien  gaat  de school verder als Stedelijk Gymnasium Middelburg.  Nadat in 1880 de Latijnse school van Zierikzee is opgehouden te bestaan, vormt  het  Stedelijk Gymnasium Middelburg gedurende decennia de enige school voor voorbereidend hoger (thans: wetenschappelijk)  onderwijs in Zeeland.  Met de stichting van gymnasiale afdelingen aan een  aantal Rijkshogereburgerscholen  tegen het  midden van de 20ste eeuw komt  aan dit monopolie een einde. De school  blijft wel  het enige categoriale gymnasium in Zeeland.  In 1972 gaat de school op in de Stedelijke Scholengemeenschap Middelburg. Vanaf 1996, na wederom een fusie, draagt de school de naam Nehalennia Stedelijke Scholengemeenschap.

## Huidige situatie
Zeeland kent geen categoriaal gymnasium meer. Een aantal scholengemeenschappen verspreid door de provincie voorzien in gymnasiaal onderwijs. In Middelburg zijn dit de Nehalennia Stedelijke Scholengemeenschap en de Christelijke Scholengemeenschap Walcheren. De Nehalennia Stedelijke Scholengemeenschap zet de tradities voort van het Stedelijk Gymnasium. Op 18 en 19 maart 2016 markeerde zij met een aantal festiviteiten, waaronder een reünie, 650 jaar Middelburgs gymnasium.

## Schoolleven
Op 14 oktober 1865 richt een aantal leerlingen de Middelburgse gymnasiastenvereniging Nihil Sine Labore op. Het lidmaatschap is voorbehouden aan de hoogste klassen. De vereniging heeft het karakter van een dispuut voor welsprekendheid. Daarnaast worden bals en toneeluitvoeringen georganiseerd. Op de vergaderingen dienen leden, daartoe van tevoren uitgenodigd of ex improviso, een voordracht te houden, een stelling te verdedigen of anderszins van hun welsprekendheid blijk te geven. In 1887 wordt Pieter Boutens toegelaten als lid, in Nihil Sine Labore zet hij zijn eerste literaire schreden. Ook overigens betoont hij zich een actief lid, hij brengt het tot ab-actis. Met name na de Tweede Wereldoorlog neemt de vereniging allengs meer het karakter aan van een scholierenvereniging, die allerlei activiteiten voor haar leden organiseert. Echter de vergaderingen met het gevreesde ex improviso blijven daarvan deel uitmaken. Het lidmaatschap staat dan al geruime tijd open voor leerlingen van alle klassen. 

## Oud-leerlingen
Enkele bekende oud-leerlingen zijn:
- Johannes Tak van Poortvliet
- Pieter Lodewijk Tak
- Willem Polman Kruseman
- Pieter Boutens
- Johannes Kielstra
- Piet Meertens
- Guus de Casembroot
- Jozias van Aartsen (deed evenwel eindexamen aan het Christelijk Gymnasium Sorghvliet)
- Hugo Schorer
- Salomon Kroonenberg
- Jaap Goedegebuure
- Bert Altena
- Niek van Sas
- Adriaan Pieter Kaland
- Ward Cortvriendt
- Henk Don
- Maarten Ducrot
- Stefan de Vries
- Bas Kennis (Nehalennia Stedelijke Scholengemeenschap Middelburg)
- Jan Minkiewicz
- Volkert van der Graaf
- Danny Vera